# Thangata

Thangata est un mot de la langue chewa, employé au Malawi, dont les diverses acceptions varient au fil du temps. Dans son acception originelle, il désigne une pratique d'entraide entre voisins, librement consentie, dans le domaine du travail agricole. À l'époque coloniale, de 1891 à 1962, il désigne un travail agricole effectué par un locataire pour le compte d'un propriétaire foncier européen, remplaçant un loyer en argent. Il s'agit d'un travail forcé, les locataires pouvant être contraints de travailler pour leurs propriétaires pendant quatre à six mois par an au lieu de se consacrer à leurs propres cultures. À partir des années 1920, le terme de thangata est étendu aux situations où les locataires reçoivent des semences leur permettant de cultiver les parcelles qui leur sont affectées. Les deux formes de thangata sont abolies en 1962. Avant et après l'indépendance, et jusqu'à présent, le terme est utilisé pour le travail précaire occasionnel en milieu rural, souvent dans les plantations de tabac, lequel reste considéré par les travailleurs concernés comme une forme d'exploitation.

## Thangata au Malawi

### Origine et signification
Au Malawi, le terme thangata désigne plusieurs réalités au cours des cent vingt dernières années. Le mot existe en chewa et dans la langue mang'anja qui lui est apparentée, et son sens premier est « aide » ou « assistance ». Il désigne une forme d'entraide entre voisins, consistant, par exemple, à aider à la construction d'une case ou au défrichage d'une parcelle. Il désigne aussi le travail agricole qu'un membre d'une communauté villageoise effectue pour le compte du chef du village. En effet, dans la quasi-totalité du pays, la propriété des terres est collective et pas individuelle. Dans ce contexte, les chefs traditionnels agissent en tant que gestionnaires des terres et accordent des droits d'usage aux membres de la communauté. Au titre de la loi coutumière, ces chefs reçoivent en retour des récompenses en nature ou sous forme de travail effectué pour leur compte. Cela aussi est appelé thangata. Lorsque les terres communes sont abondantes, les chefs n'exigent pas de thangata ; mais lorsqu'elles deviennent plus rares à la période coloniale, notamment après l'introduction de l'indirect rule en 1933, les chefs imposent le thangata pour toute occasion. Durant les vingt ou trente dernières années de la colonisation, ils réclament des sommes en espèces ou des loyers. Ces paiements monétaires ne relèvent plus du thangata.

### Débuts de la période coloniale au Nyassaland

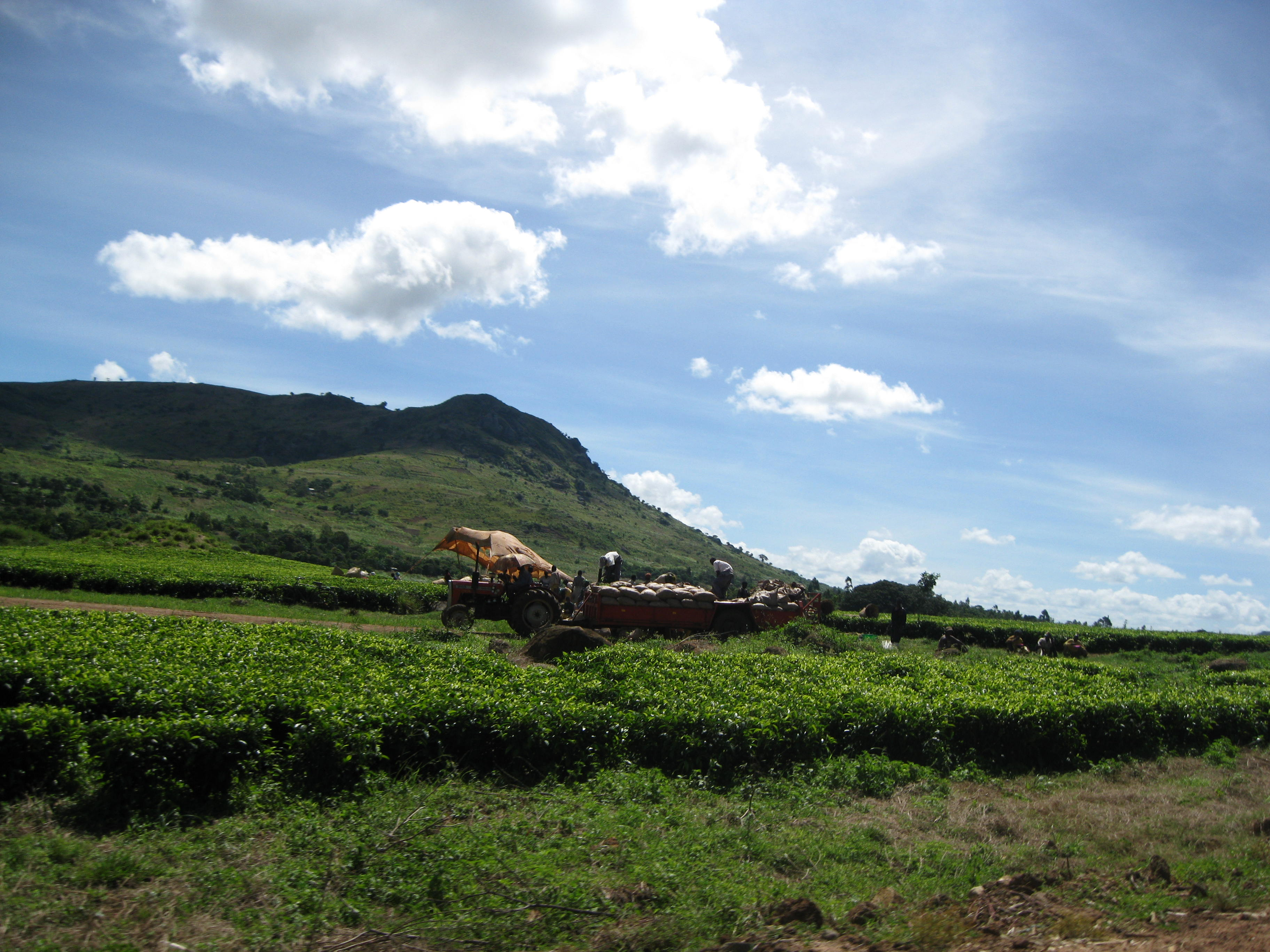
De nos jours, plantation de thé près de Mulanje.

Au Malawi, les années 1870 et 1880 sont des années de troubles, et les chefs locaux espèrent obtenir la protection des Européens en concédant aux colons ce qu'ils considèrent être seulement des droits à exploiter les terres vacantes. Néanmoins, peu après l'instauration du Protectorat britannique d'Afrique centrale en 1891, les colons obtiennent du gouvernement du protectorat des titres de propriété sur ces terres. Ces « nouveaux propriétaires » réclament alors les mêmes droits que ceux des dirigeants traditionnels, affirmant que le thangata est une obligation que le propriétaire terrien peut imposer à ses locataires (ceux qui résident sur ses terres). Au début de la période coloniale, thangata prend un nouveau sens : travailler au lieu de payer un loyer.
Dans les premières années du protectorat, les domaines agricoles installés dans les zones sous-peuplées ont besoin de main-d'œuvre ; peu de personnes résident sur les terres des domaines et certains résidents d'origine les quittent lorsqu'est instauré le système des loyers. De nouveaux travailleurs, dont beaucoup viennent du Mozambique, sont incités à s'installer dans les domaines et à pratiquer leurs propres cultures en contrepartie d'un loyer et d'une « taxe de résidence » (hut tax), lesquels, à l'origine, valent environ deux mois de travail par an. Avant 1905, relativement peu de terres sont cultivées et les propriétaires fonciers expérimentent plusieurs types de plantations. À partir de 1905, le coton devient une culture d'ampleur industrielle. Le coton a une période de croissance de cinq à six mois qui requiert beaucoup de travail. Entre 1910 et 1925, le tabac est exploité et, comme le coton, il nécessite beaucoup de travail pour pousser convenablement.
Les contrats sont oraux, et les locataires ont donc peu de possibilités de s'opposer aux interprétations des propriétaires. Dans plusieurs domaines, l'obligation de travail non rémunéré est augmentée, atteignant jusqu'à quatre ou cinq mois pour s'acquitter du loyer et de la hut tax. Ces mois de travail sont concentrés pendant la saison de croissance des plantes, ce qui laisse aux locataires peu de temps, à la mauvaise saison, pour faire pousser leur nourriture. Dans la mesure où les terres de la couronne (appartenant à l'État) qui se trouvent près des domaines privés sont, quant à elles, surpeuplées, et où ces migrants venus du Mozambique n'ont pas de droits sur les terres communes, ils n'ont guère d'autre solution que de rester. Thangata devient synonyme de travail forcé.

#### Tentatives de réforme et opposition
En 1903, la Haute Cour du Nyassaland exempte de thangata les habitants d'origine des domaines fonciers et leur accorde quelques droits les protégeant. La législation autorise les autres locataires à payer des loyers plutôt qu'à s'astreindre au thangata et, selon une disposition promulguée en 1908, mais jamais appliquée, ils doivent être payés si leur temps de travail pour le compte du propriétaire excède celui requis pour le thangata. Les conditions du thangata sont une des raisons du soulèvement de la population mené par John Chilembwe en 1915. À la suite, une nouvelle tentative d'abolir le thangata et d'instaurer le paiement monétaire échoue du fait de l'influence politique des propriétaires terriens. Le système du thangata est un obstacle au progrès et concourt à l'appauvrissement des populations en limitant leurs possibilités de travail pour leur propre compte. Avec le thangata, il n'y a pas de place pour l'artisanat ou le développement des compétences, les locataires sont réduits au travail manuel non-qualifié, ce qui s'assimile à une forme de servage,. Même après la révolte menée par Chilembwe, l'obligation de travail forcé n'est que peu modifiée, continuant à atteindre parfois jusqu'à six mois de travail par an. Bien que certains abus soient réduits, d'autres persistent, tels le thangata de cinq semaines de six jours ou l'obligation de travail, contraire aux coutumes, imposé aux femmes des travailleurs absents, aux veuves et aux femmes célibataires. En 1918, la majeure partie du coton et en 1925, du tabac, ne provient cependant pas des domaines, mais des petits propriétaires œuvrant sur les terres de la Couronne. Dans les années 1920, la demande de main-d'œuvre dans les domaines diminue, et les propriétaires prétendent que le besoin en force de travail n'est pas suffisant pour permettre aux locataires de s'acquitter du thangata, et ils les considèrent comme des squatters ne payant pas de loyer,.

### Nyassaland colonial
Quelques petits domaines font faillite, mais les autres sont sauvés grâce à un plan adopté à l'origine par la British Central Africa Company (BCAC). Au lieu d'utiliser directement le travail humain, elle fournit des semences aux locataires, qui, sous supervision, cultivent le coton et le tabac et revendent à bas prix leur production. Ce système est formalisé par une législation de 1928, l'Ordonnance sur les autochtones des domaines privés, qui modifie les conditions du thangata en autorisant à payer les loyers avec de l'argent et qui fixe les quantités acceptables de cultures en propre et de cultures concédées. La valeur réelle de la récolte, celle de tabac notamment, excède largement le montant exigé au titre du loyer. Les propriétaires terriens bénéficient également des restrictions imposées aux petits exploitants. Les propriétaires sont donc censés agir en tant que courtiers des produits de leurs locataires, ce qui fait que le thangata est appelé « thangata du tabac ». Dans les autres plantations, notamment celles de thé, l'ancienne forme persiste,.
On estime qu'en 1911 environ 9 % des Africains du Malawi vivent dans les plantations ; en 1945, cette proportion est estimée à 10 %. Dans les dernières années du système, environ 173 000 personnes pour 49 000 familles résident dans les domaines. Dans les années 1940 et au début des années 1950, des tensions apparaissent entre les propriétaires terriens et les résidents-locataires, à cause des expulsions et du fait que les locataires souhaitent vendre leur production sur le marché local plutôt qu'en passant par l'intermédiaire de leurs propriétaires. L'expansion de la culture du thé amène à une pénurie de main-d'œuvre africaine, qui devient critique vers 1945. En 1946, le représentant de la British Central Africa Company se plaint d'être dans l'incapacité d'appliquer les règles impopulaires du thangata et d'obliger les gens à travailler le dimanche, malgré les menaces d'expulsion. Une autre crise se fait jour en 1952-1953 lorsque la BCAC tente, contre l'avis du gouvernement, d'augmenter notablement le montant des loyers. Beaucoup de locataires refusent cette augmentation et la compagnie émet des avis d'expulsion. La résistance consiste aussi à défricher des terres laissées vacantes sur les domaines, à refuser de payer les taxes et à refuser de se présenter devant les tribunaux. Des émeutes éclatent à Cholo en août 1953, se soldant par onze morts et soixante-douze blessés. Les tensions sont atténuées grâce à l'achat de terres par le gouvernement et, en 1962, les familles qui résident dans les domaines ne sont plus que 9 000. L'ordonnance de 1928 est remplacée par l'ordonnance de 1962 sur les autochtones dans les domaines privés, qui accorde aux locataires la sécurité d'occupation et abolit toute forme de thangata obligeant au travail dans les plantations, le remplaçant par un loyer sous forme monétaire.
Quoique le tabac soit cultivé dans de nombreux domaines, en 1935, 70 % de la production est issue de la région Centrale ; elle provient en premier lieu des Africains établis sur les terres de la Couronne et, en second lieu, des métayers sous contrat, qu'on appelle visiting tenants. Le système du visiting tenant est similaire au régime de concession qui existe sur les hauts plateaux de la Shire, qu'on nomme aussi thangata car le loyer est, là encore, payé par des journées de travail ; la différence est que le visiting tenant réside en dehors des terres qu'il cultive. À l'instar des locataires des domaines fonciers, les visiting tenants sont sous-payés car obligés de vendre leurs récoltes aux propriétaires terriens. En 1963, peu avant l'indépendance, Hastings Banda, alors ministre de l'Agriculture et futur président, s'attaque vigoureusement au thangata. En principe aboli en 1962, des exemptions existent encore à ce moment pour les visiting tenants de la région Centrale. Cette réalité représente donc une autre acception du terme.

### Malawi post-colonial
À la fin des années 1960, les hommes politiques du Malawi Congress Party, alors au pouvoir, sont impliqués dans la culture du tabac dans les anciennes propriétés foncières des Européens, vendues ou louées aux dirigeants du parti après l'indépendance. D'autres domaines, gérés par les mêmes, sont plus tard créés sur des terres antérieurement communales. Vers 1990, on compte 675 000 locataires officiellement enregistrés, avec peu de sécurité, et 580 000 « squatters » ne disposant d'aucune sécurité d'occupation, qui forment un réservoir de main-d'œuvre occasionnelle. Peu, parmi les locataires et les squatters, sont en mesure de cultiver suffisamment de nourriture et la plupart comptent sur le travail occasionnel rémunéré ou sur le système « travail contre nourriture » pour assurer leur subsistance. Le terme pour désigner ce travail occasionnel payé en nature (souvent en nourriture) ou en argent est ganyu. Il est réputé être dérivé du terme portugais ganho qui veut dire, à peu près, « gain »,. À l'origine, cela désigne la pratique consistant à offrir de la nourriture ou de la bière au voisin qui a « donné un coup de main » pour le travail des champs, ou en paiement du travail effectué pour le compte d'un villageois plus prospère. De nos jours les plantations de tabac sont les plus gros employeurs de travailleurs ganyu. Ces derniers sont employés comme saisonniers, restant pour la durée de la période de croissance ou s'engageant au jour le jour. Les plus gros domaines paient un salaire minimum ; les plus petits paient habituellement en nourriture. Ce système est parfois appelé aussi thangata, ainsi dans un documentaire de 2007, Thangata: social bondage and big tobacco in Malawi,,.

## Systèmes similaires
De tous les pays d'Afrique centrale et australe, le Nyassaland est le plus connu pour la persistance du thangata et son importance dans l'économie coloniale. La location de main-d'œuvre et le métayage existent jusqu'au xxe siècle dans d'autres parties de l'Afrique australe, mais ils n'ont pas l'impact social et politique qu'ils ont eu au Malawi. Dans une grande partie de l'Afrique du Sud et des Rhodésies, l'expansion de l'économie monétaire conduit rapidement à l'instauration du salaire en place du travail utilisé comme moyen de paiement, notamment parce qu'en Rhodésie l'économie de plantation est moins importante et les terres cultivables plus abondantes. Aux débuts de la colonie du Natal, la pénurie monétaire amène les propriétaires terriens à se faire rémunérer en travail ou en nature, notamment au « Zoulouland », jusqu'aux débuts du xxe siècle. Néanmoins, au centre du Natal, l'emploi rémunéré domine dès le dernier tiers du xixe siècle. Au début de la période coloniale, au Matabeleland, les locataires Africains des propriétés détenues par des Européens peuvent payer par des journées de travail, mais, après 1910, il est beaucoup plus courant d'utiliser le système monétaire.
Le système le plus proche de celui du thangata est l'institution rwandaise nommée ubureetwa. Les dirigeants traditionnels qui contrôlent l'accès aux terres appartiennent au groupe dominant des Tutsi. Même après l'occupation européenne, il n'y a que peu de propriétaires Blancs, et ils demeurent en mesure d'exiger du travail agricole gratuit pour leur propre compte. Dans la mesure où le Rwanda est caractérisé par une population mobile, il est possible aux dirigeants d'accorder un accès aux terres à des personnes extérieures à la communauté de la même manière que sont accordés ces droits aux migrants venus du Mozambique dans le cas du Malawi. Ces nouveaux arrivants sont prêts à supporter un lourd tribut en travail pour se voir accorder l'accès aux terres. Au Rwanda, l'administration coloniale confère un statut légal à l'ubureetwa et, jusque dans les années 1950, le système résiste aux tentatives d'abolition ou de remplacement par le système monétaire.
Dans l'État indépendant du Congo, le travail forcé, assimilable à l'esclavage, est largement utilisé dans les travaux publics ainsi que pour la collecte de l'ivoire et la récolte du caoutchouc. Le travail forcé est théoriquement aboli au Congo belge en 1908 mais, à partir de 1917, un système de travail forcé est mis en place pour la culture du coton, du café et du riz, qui s'applique aux paysans sur leurs propres terres. Sur les terres possédées par des Belges, un code du travail est introduit en 1922, autorisant les employeurs à utiliser la contrainte physique sur leurs employés, ce qui transforme le travail censément « libre » en travail forcé. Cependant, ni les paysans, ni les travailleurs des plantations ne sont des « locataires », ce qui distingue ce système de celui du thangata.